# Campeonato Europeo de Lucha de 2010
El LXII Campeonato Europeo de Lucha se realizó en Bakú (Azerbaiyán) entre el 13 y el 18 de abril de 2010 bajo la organización de la Federación Internacional de Luchas Asociadas (FILA) y la Federación Azerbaiyana de Lucha.
Las competiciones se efectuaron en el Complejo Deportivo y de Conciertos Heydər Əliyev de la capital azerbaiyana.

## Resultados

### Lucha grecorromana masculina
| Evento         | Oro                              | Plata                               | Bronce                                                |
| -------------- | -------------------------------- | ----------------------------------- | ----------------------------------------------------- |
| 55 kg (17.04)  | Elçin Əliyev Azerbaiyán          | Nazyr Mankiyev · Rusia              | Viuhar Rahimov · Ucrania · Péter Módos · Hungría      |
| 60 kg (17.04)  | Həsən Əliyev Azerbaiyán          | Kostiantyn Balitsky · Ucrania       | Zaur Kuramagomedov · Rusia · Tonimir Sokol · Croacia  |
| 66 kg (17.04)  | Ambako Vachadze · Rusia          | Ion Panait · Rumania                | Steeve Guénot · Francia · Tamás Lőrincz · Hungría     |
| 74 kg (17.04)  | Aliaxandr Kikiniou · Bielorrusia | Elvin Mürsəliyev Azerbaiyán         | Dmytro Pyshkov · Ucrania · Péter Bácsi · Hungría      |
| 84 kg (18.04)  | Nazmi Avluca Turquía             | Alexei Mishin · Rusia               | Mélonin Noumonvi · Francia · Jan Fischer · Alemania   |
| 96 kg (18.04)  | Aslanbek Jushtov · Rusia         | Tsimafei Dzeinichenka · Bielorrusia | Soso Dzhabidze Georgia Cenk İldem Turquía             |
| 120 kg (18.04) | Rıza Kayaalp Turquía             | Radomir Petković Serbia             | Johan Eurén · Suecia · Mindaugas Mizgaitis · Lituania |

### Lucha libre masculina
| Evento         | Oro                          | Plata                          | Bronce                                                       |
| -------------- | ---------------------------- | ------------------------------ | ------------------------------------------------------------ |
| 55 kg (13.04)  | Mahmud Məhəmmədov Azerbaiyán | Radoslav Velikov Bulgaria      | Marcel Ewald · Alemania · Viktor Lebedev · Rusia             |
| 60 kg (14.04)  | Opan Sat · Rusia             | Maljaz Zarkua Georgia          | Andrei Perpeliță · Moldavia · Vasyl Fedoryshyn · Ucrania     |
| 66 kg (13.04)  | Cəbrayıl Həsənov Azerbaiyán  | Magomedmurad Gadzhiyev · Rusia | Otar Tushishvili · Georgia · Adam Sobieraj · Polonia         |
| 74 kg (14.04)  | Denis Tsargush · Rusia       | Kiril Terziev Bulgaria         | Çamsulvara Çamsulvarayev Azerbaiyán Batuhan Demirçin Turquía |
| 84 kg (13.04)  | Anzor Urishev · Rusia        | Şərif Şərifov Azerbaiyán       | Gheorghiță Ștefan · Rumania · Mijail Ganev · Bulgaria        |
| 96 kg (14.04)  | Xetaq Qazyumov Azerbaiyán    | Guiorgui Gogshelidze Georgia   | Serhat Balcı · Turquía · Aliaxei Dubko · Bielorrusia         |
| 120 kg (13.04) | Bilial Majov · Rusia         | Fatih Çakıroğlu Turquía        | Aliaxei Shamarau · Bielorrusia · Dimitar Kumchev · Bulgaria  |

### Lucha libre femenina
| Evento        | Oro                           | Plata                             | Bronce                                                      |
| ------------- | ----------------------------- | --------------------------------- | ----------------------------------------------------------- |
| 48 kg (16.04) | Lorisa Oorzhak · Rusia        | Yana Stadnik Reino Unido          | Mélanie Lesaffre · Francia · Iwona Matkowska · Polonia      |
| 51 kg (15.04) | Sofia Mattsson · Suecia       | Estera Dobre · Rumania            | Olexandra Kohut · Ucrania · Alexandra Engelhardt · Alemania |
| 55 kg (16.04) | Anastasija Grigorjeva Letonia | Natalia Golts · Rusia             | Agata Pietrzyk · Polonia · Ana Maria Pavăl · Rumania        |
| 59 kg (15.04) | Sona Əhmədli Azerbaiyán       | Taibe Yusein Bulgaria             | Meryem Selloum · Francia · Marianna Sastin · Hungría        |
| 63 kg (16.04) | Liubov Volosova · Rusia       | Audrey Prieto-Bokhashvili Francia | Elina Vaseva · Bulgaria · Yuliya Ostapchuk · Ucrania        |
| 67 kg (15.04) | Nadejda Semetsova Azerbaiyán  | Kateryna Burmistrova · Ucrania    | Aliona Kartashova · Rusia · Iryna Tsyrkevich · Bielorrusia  |
| 72 kg (16.04) | Stanka Zlateva Bulgaria       | Yekaterina Bukina · Rusia         | Emma Weberg · Suecia · Maider Unda · España                 |

## Medallero
| Núm. | País        | Oro | Plata | Bronce | Total |
| ---- | ----------- | --- | ----- | ------ | ----- |
| 1    | Rusia       | 8   | 5     | 3      | 16    |
| 2    | Azerbaiyán  | 7   | 2     | 1      | 10    |
| 3    | Turquía     | 2   | 1     | 3      | 6     |
| 4    | Bulgaria    | 1   | 3     | 3      | 7     |
| 5    | Bielorrusia | 1   | 1     | 3      | 5     |
| 6    | Suecia      | 1   | 0     | 2      | 3     |
| 7    | Letonia     | 1   | 0     | 0      | 1     |
| 8    | Ucrania     | 0   | 2     | 5      | 7     |
| 9    | Georgia     | 0   | 2     | 2      | 4     |
| 9    | Rumania     | 0   | 2     | 2      | 4     |
| 11   | Francia     | 0   | 1     | 4      | 5     |
| 12   | Reino Unido | 0   | 1     | 0      | 1     |
| 12   | Serbia      | 0   | 1     | 0      | 1     |
| 14   | Hungría     | 0   | 0     | 4      | 4     |
| 15   | Alemania    | 0   | 0     | 3      | 3     |
| 15   | Polonia     | 0   | 0     | 3      | 3     |
| 17   | Croacia     | 0   | 0     | 1      | 1     |
| 17   | España      | 0   | 0     | 1      | 1     |
| 17   | Lituania    | 0   | 0     | 1      | 1     |
| 17   | Moldavia    | 0   | 0     | 1      | 1     |
|      | TOTAL       | 21  | 21    | 42     | 84    |